# 国際エクソシスト協会
国際エクソシスト協会（こくさいエクソシストきょうかい、イタリア語：Associazione Internazionale Esorcisti）は、カトリック教会の組織であり、創立者の中には世界的に有名なカトリック教会のエクソシストも含まれている。2014年、ローマ教皇庁の聖職者省が教会法上の公的認可を与えた。
司祭が参加するには司教の許可が必要である。また、教会法により、本格的なエクソシスムの儀式については、司教の承認が必要であり、対象者は儀式の前に、医学的な検査を受けなければならない。また、医師は儀式に立ち会わなければならない。